# ATP de Hamburgo de 2013
A ATP de Hamburgo de 2013 foi um torneio de tênis masculino disputado em quadras de saibro na cidade de Hamburgo, na Alemanha. Esta foi a 106ª edição do evento, realizado no Am Rothenbaum.

## Pontuação e premiação

### Distribuição de pontos
| Evento  | V   | F   | SF  | QF | Terceira rodada | Segunda rodada | Primeira rodada | Q  | Q2 | Q1 |
| Simples | 500 | 300 | 180 | 90 | 45              | 20             | 0               | 10 | 4  | 0  |
| Duplas  | 500 | 300 | 180 | 90 | 0               | —              | —               | —  | —  | —  |

### Premiação
| Evento  | V        | F        | SF      | QF      | Terceira rodada | Segunda rodada | Primeira rodada | Q2   | Q1   |
| Simples | €251,200 | €114,510 | €53,340 | €25,460 | €12,390         | €6,600         | €3,840          | €710 | €370 |
| Duplas  | €78,360  | €35,360  | €16,680 | €8,060  | €4,120          | —              | —               | —    | —    |

## Chave de simples

### Cabeças de chave
| País | Jogador             | Rank1 | Cabeça |
| ---- | ------------------- | ----- | ------ |
| SUI  | Roger Federer       | 5     | 1      |
| GER  | Tommy Haas          | 11    | 2      |
| ESP  | Nicolás Almagro     | 16    | 3      |
| POL  | Jerzy Janowicz      | 17    | 4      |
| ARG  | Juan Mónaco         | 20    | 5      |
| ITA  | Andreas Seppi       | 23    | 6      |
| UKR  | Alexandr Dolgopolov | 24    | 7      |
| FRA  | Jérémy Chardy       | 26    | 8      |
| FRA  | Benoît Paire        | 27    | 9      |
| ESP  | Tommy Robredo       | 28    | 10     |
| ESP  | Feliciano López     | 30    | 11     |
| ITA  | Fabio Fognini       | 31    | 12     |
| RUS  | Mikhail Youzhny     | 32    | 13     |
| ESP  | Fernando Verdasco   | 35    | 14     |
| LAT  | Ernests Gulbis      | 36    | 15     |
| SVK  | Martin Kližan       | 38    | 16     |

- 1 Rankings como em 8 de julho de 2013

### Outros participantes
Os seguintes jogadores receberam convites para a chave de simples:
- Roger Federer
- Julian Reister
- Jan-Lennard Struff
- Alexander Zverev

Os seguintes jogadores entraram na chave de simples através do qualificatório:
- Federico Delbonis
- Andrey Golubev
- Jan Hájek
- Blaž Kavčič
- Łukasz Kubot
- Diego Sebastián Schwartzman

### Desistências
Antes do torneio
- Pablo Cuevas
- Jürgen Melzer
- Jarkko Nieminen
- Gilles Simon
- Bernard Tomic

Durante o torneio
- Jerzy Janowicz (lesão no braço direito)

## Chave de duplas

### Cabeças de chave
| País | Jogador           | País | Jogador           | Rank1 | Cabeça |
| ---- | ----------------- | ---- | ----------------- | ----- | ------ |
| ESP  | Marcel Granollers | ESP  | Marc López        | 7     | 1      |
| AUT  | Alexander Peya    | BRA  | Bruno Soares      | 15    | 2      |
| ESP  | David Marrero     | ESP  | Fernando Verdasco | 35    | 3      |
| AUT  | Julian Knowle     | SWE  | Robert Lindstedt  | 42    | 4      |

- 1 Rankings como em 8 de julho de 2013

### Outros participantes
As seguintes parcerias receberam convites para a chave de duplas:
- Andre Begemann /  Martin Emmrich
- Daniel Brands /  Christopher Kas

### Desistências
Durante o torneio
- David Marrero (lesão na panturrilha direita)
- Benoît Paire (lesão no cotovelo)

## Campeões

### Simples
- Fabio Fognini venceu  Federico Delbonis, 4–6, 7–6(10–8), 6–2

### Duplas
- Mariusz Fyrstenberg /  Marcin Matkowski venceu  Alexander Peya /  Bruno Soares, 3–6, 6–1, [10–8]